# بحر العرب (دارفور)
بحر العرب أو نهر كير هو نهر يتدفق على مسافة 800 كيلومتر تقريبًا عبر جنوب غرب السودان ويمس حدود دولة جنوب السودان. وهو جزء من نهر النيل ورافد لبحر الغزال الذي هو رافد للنيل الأبيض. يمر النهر بأقاليم مثل كردفان ودارفور. 